# Tony Shelly
Anthony Lionel „Tony“ Shelly (* 2. Februar 1937 in Wellington; † 4. Oktober 1998 in Taupō) war ein neuseeländischer Automobilrennfahrer.

## Karriere
Der populäre Neuseeländer Shelly konnte gleich das erste große Autorennen gewinnen, an dem er sich beteiligte. Mit seinem privaten Cooper gewann er den Grand Prix von Teretonga 1958.
1962 kam Shelly nach Europa und wurde von John Dalton unter Vertrag genommen. Obwohl Shelly keine der Rennstrecken kannte, auf der er Rennen fuhr, feierte er einige Erfolge. Mit einem Lotus 18 wurde er Dritter beim Lavant Cup und Fünfter bei der Lombank Trophy. 1962 fuhr er auch sein einziges Rennen in der Automobil-Weltmeisterschaft. Beim Großen Preis von Großbritannien 1962 fiel er mit einem überhitzten Motor aus. Nach dem gescheiterten Versuch sich für den Großen Preis von Deutschland zu qualifizieren unternahm er beim Großen Preis von Italien einen erneuten Anlauf. Der Deutsche Wolfgang Seidel stellte ihm einen Lotus 24 zur Verfügung. Als er sich wieder nicht qualifizierte, kehrte Shelly nach Neuseeland zurück.
Shelly fuhr noch zwei weitere Jahre professionell Autorennen und baute sich dann ein Handelsunternehmen für Kraftfahrzeuge auf. Rennen fuhr er bis in die frühen 1970er-Jahre als Amateur.

## Statistik

### Statistik in der Automobil-Weltmeisterschaft
Diese Statistik umfasst alle Teilnahmen des Fahrers an der Automobil-Weltmeisterschaft, die heutzutage als Formel-1-Weltmeisterschaft bezeichnet wird.

#### Gesamtübersicht
| Saison | Team        | Chassis     | Motor         | Rennen | Siege | Zweiter | Dritter | Poles | schn. Rennrunden | Punkte | WM-Pos. |
| ------ | ----------- | ----------- | ------------- | ------ | ----- | ------- | ------- | ----- | ---------------- | ------ | ------- |
| 1962   | John Dalton | Lotus 18/21 | Climax 1.5 L4 | 1      | −     | −       | −       | −     | −                | −      | −       |
| Gesamt | Gesamt      | Gesamt      | Gesamt        | 1      | −     | −       | −       | −     | −                | −      |         |

#### Einzelergebnisse
| Saison | 1 | 2 | 3 | 4   | 5   | 6   | 7 | 8 | 9 |
| ------ | - | - | - | --- | --- | --- | - | - | - |
| 1962   |   |   |   |     |     |     |   |   |   |
|        |   |   |   | DNF | DNQ | DNQ |   |   |   |

| Legende  | Legende            | Legende                                                          |
| Farbe    | Abkürzung          | Bedeutung                                                        |
| -------- | ------------------ | ---------------------------------------------------------------- |
| Gold     | –                  | Sieg                                                             |
| Silber   | –                  | 2. Platz                                                         |
| Bronze   | –                  | 3. Platz                                                         |
| Grün     | –                  | Platzierung in den Punkten                                       |
| Blau     | –                  | Klassifiziert außerhalb der Punkteränge                          |
| Violett  | DNF                | Rennen nicht beendet (did not finish)                            |
| Violett  | NC                 | nicht klassifiziert (not classified)                             |
| Rot      | DNQ                | nicht qualifiziert (did not qualify)                             |
| Rot      | DNPQ               | in Vorqualifikation gescheitert (did not pre-qualify)            |
| Schwarz  | DSQ                | disqualifiziert (disqualified)                                   |
| Weiß     | DNS                | nicht am Start (did not start)                                   |
| Weiß     | WD                 | zurückgezogen (withdrawn)                                        |
| Hellblau | PO                 | nur am Training teilgenommen (practiced only)                    |
| Hellblau | TD                 | Freitags-Testfahrer (test driver)                                |
| ohne     | DNP                | nicht am Training teilgenommen (did not practice)                |
| ohne     | INJ                | verletzt oder krank (injured)                                    |
| ohne     | EX                 | ausgeschlossen (excluded)                                        |
| ohne     | DNA                | nicht erschienen (did not arrive)                                |
| ohne     | C                  | Rennen abgesagt (cancelled)                                      |
| ohne     | keine WM-Teilnahme |                                                                  |
| sonstige | P/fett             | Pole-Position                                                    |
| sonstige | 1/2/3/4/5/6/7/8    | Punktplatzierung im Sprint-/Qualifikationsrennen                 |
| sonstige | SR/kursiv          | Schnellste Rennrunde                                             |
| sonstige | *                  | nicht im Ziel, aufgrund der zurückgelegten Distanz aber gewertet |
| sonstige | ()                 | Streichresultate                                                 |
| sonstige | unterstrichen      | Führender in der Gesamtwertung                                   |